# Caridina gordonae
Caridina gordonae is een garnalensoort uit de familie van de Atyidae. De wetenschappelijke naam van de soort is voor het eerst geldig gepubliceerd in 2005 door Richard & Clark.